# Taupe de True
Dymecodon pilirostris
Espèce
Synonymes
- Urotrichus pilirostris (True, 1886)
- Dymecodon dewanus  Kishida, 1950

Statut de conservation UICN

 LC  : Préoccupation mineure
La Taupe de True (Dymecodon pilirostris) est une espèce de mammifères insectivores de la famille des Talpidae. Cette taupe japonaise est la seule espèce actuelle du genre Dymecodon. 

## Distribution
La Taupe de True est endémique du Japon.

## Classification
Cette espèce a été décrite pour la première fois en 1886 par le mammalogiste américain Frederick William True (1858-1914). 
Elle a été classée notamment dans le genre Urotrichus, sous le synonyme Urotrichus pilirostris.
Classification plus détaillée selon le Système d'information taxonomique intégré (SITI ou ITIS en anglais) :
 Règne : Animalia ; sous-règne : Bilateria ; infra-règne : Deuterostomia ; Embranchement : Chordata ; Sous-embranchement : Vertebrata ; infra-embranchement : Gnathostomata ; super-classe : Tetrapoda ; Classe : Mammalia ; Sous-classe : Theria ; infra-classe : Eutheria ; ordre : Soricomorpha ; famille des Talpidae ; sous-famille des Talpinae ; tribu des Urotrichini ; genre Dymecodon.
Traditionnellement, les espèces de la famille des Talpidae sont classées dans l'ordre des Insectivora, un regroupement qui est progressivement abandonné au XXIe siècle.